# Palazzo Ghisilardi Fava
Le Palazzo Ghisilardi Fava est l'un des célèbres palais Renaissance de la ville de Bologne, en Émilie-Romagne.
Situé dans la Via Manzoni depuis 1985, il abrite le musée médiéval (it) de la ville.

## Historique
Construit entre 1484 et 1491, il représente parfaitement le modèle architectural de la période des Bentivoglio. Financé par Bartolomeo Ghisilardi, il est réalisé par Zilio Montanari. Il subit d'importants dommages, en raison d'un violent tremblement de terre qui frappa la ville en 1505. Vers le milieu du XVIe siècle, le bâtiment est acquis par la famille Fava puis achevé certainement en 1584 quand les Carracci décorèrent la célèbre salle du piano nobile de l'adjacent palazzo Fava.
Dans la cour à la double rangée de loggia se dresse la tour des Conoscenti, antérieure à la construction du palais, qui possède les caractéristiques typiques d'une maison-tour ; sa particularité est d'avoir échappé au recensement des tours citadines effectué par Giovanni Gozzadini.
Plus récemment, au sous-sol du bâtiment, à la suite de fouilles archéologiques ont été mis au jour des vestiges (dont une voie de marbre) de l'époque romaine.

### Sources
- (it) Cet article est partiellement ou en totalité issu de l’article de Wikipédia en italien intitulé « Palazzo Ghisilardi Fava » (voir la liste des auteurs).